# Gryllotalpa brachyptera
Gryllotalpa brachyptera är en insektsart som beskrevs av Tindale 1928. Gryllotalpa brachyptera ingår i släktet Gryllotalpa och familjen mullvadssyrsor. Inga underarter finns listade i Catalogue of Life.

## Bildgalleri

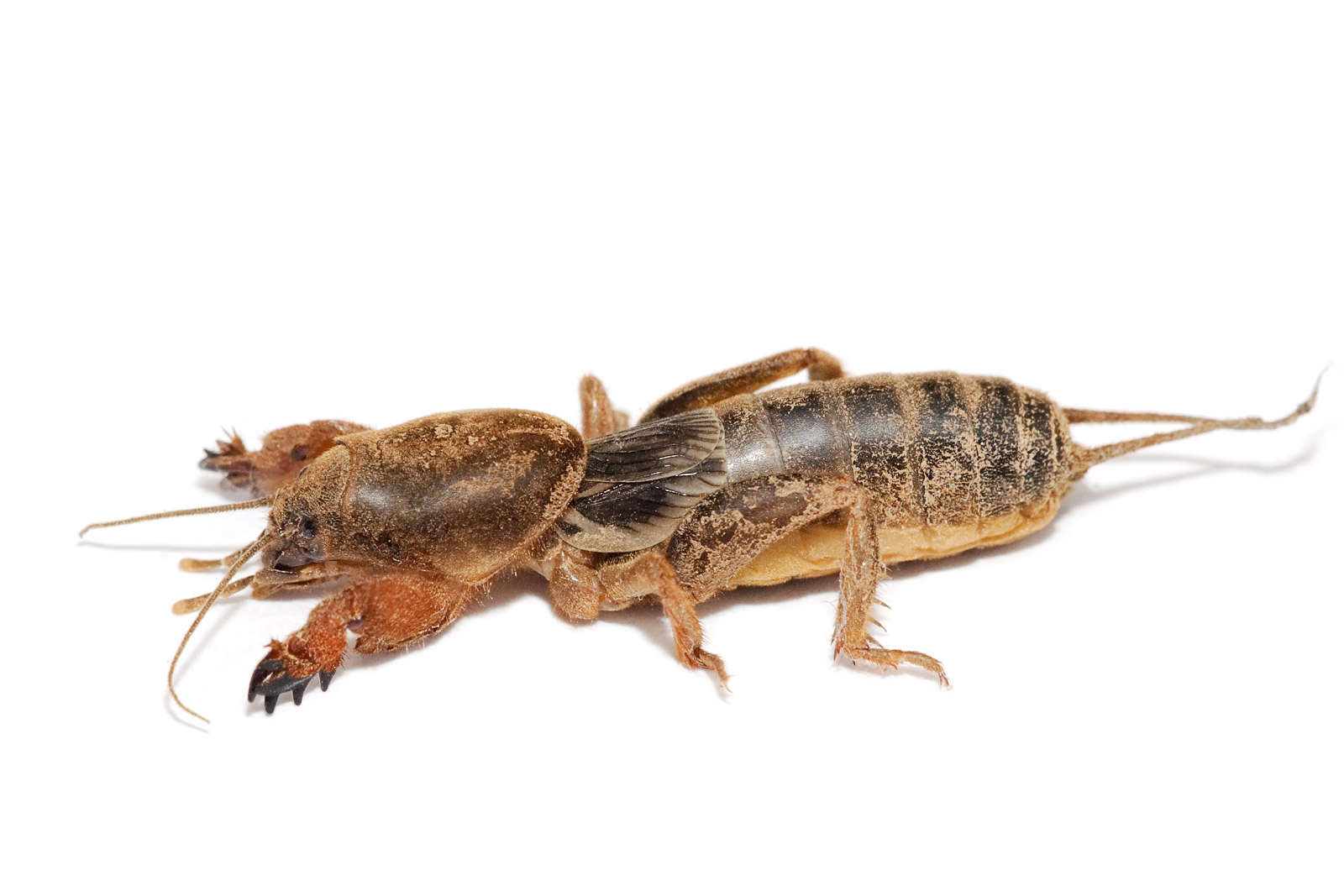
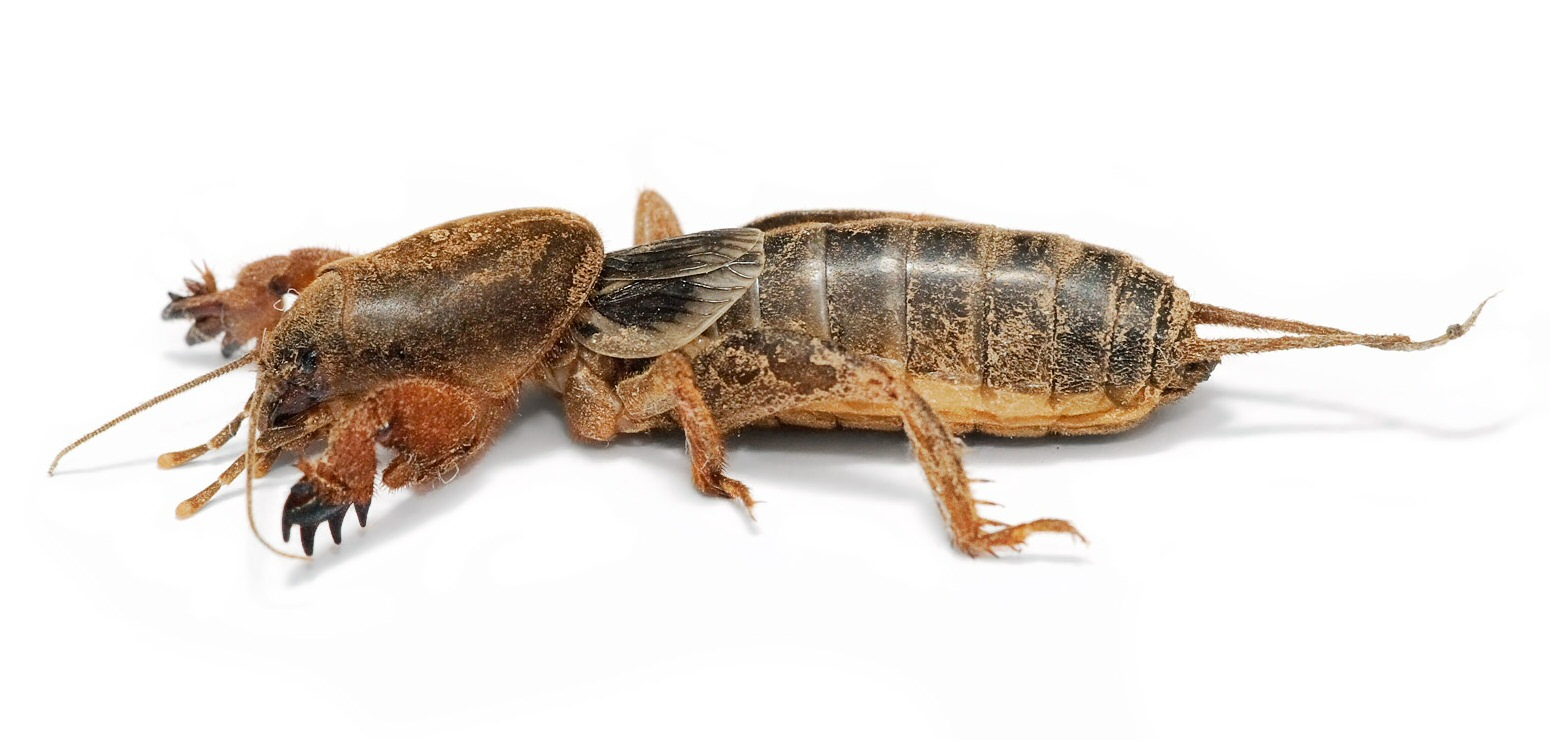
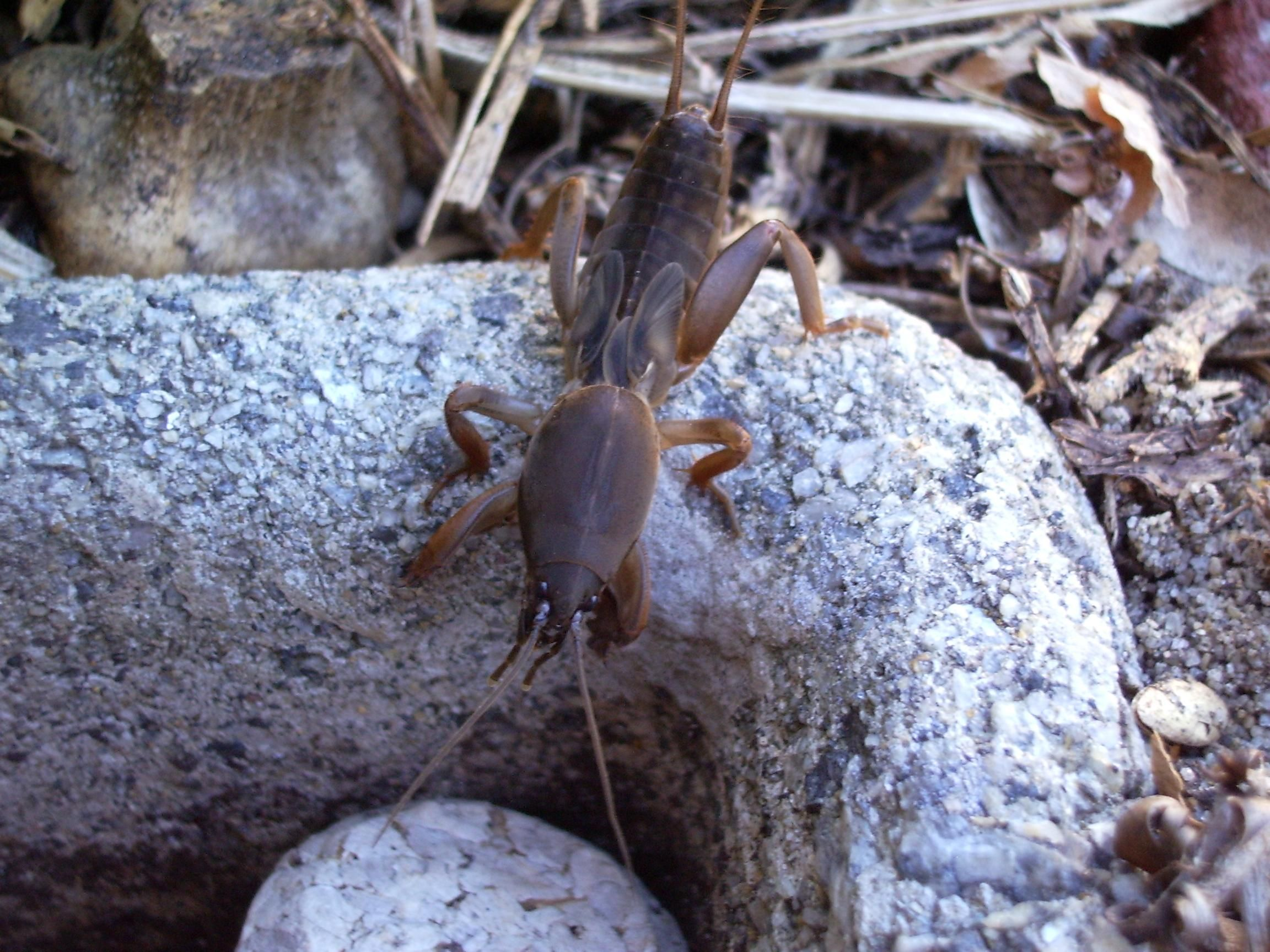